# توماس وليم تاكر
توماس وليم تاكر (بالإنجليزية: Thomas William Tucker)‏ هو رياضياتي أمريكي، ولد في 15 يوليو 1945.